# Limitação de largura de banda
Limitação de Largura de Banda, ou Bandwidth Throttling, é o retardo intencional de um serviço de internet por um provedor de acesso à internet. Este ato é considerado, pela ONU, crime contra os Direitos Humanos.
É uma medida reativa exercida sobre uma rede de comunicação na tentativa aparente de regular o tráfego da rede e minimizar o congestionamento da banda. A limitação de banda pode ocorrer em diferentes locais na rede. Em uma rede de área local, (acrônimo de local area network - LAN), um administrador de sistemas pode usar o limite de banda para ajudar a restringir congestionamentos de rede e falhas no servidor. A nível mais amplo, o provedor de acesso à internet pode utilizar este recurso para ajudar a reduzir o uso de banda de um usuário que é fornecida para a rede local.
A limitação de banda pode ser usada para controlar taxas de download e upload de um usuário ativo em programas, como streaming de videos, protocolos de BitTorrent e outras aplicações de compartilhamento de arquivos que não necessariamente estejam utilizando toda a banda fornecida para todos os usuários da rede. A limitação de banda também é frequentemente usada em aplicações de Internet, a fim de espalhar a carga sobre uma rede mais ampla para reduzir o congestionamento da rede local, ou sobre um determinado número de servidores para evitar sobrecarrega-los individualmente, e então diminuir seus riscos de travamento, e ganhar uma renda adicional por atrair usuários a aderir planos mais caros onde a banda não é limitada.

## Operação
Uma rede de computadores normalmente consiste em um número de servidores, os quais hospedam dados e fornecem serviços para os clientes. A Internet é um bom exemplo em que os servidores são usados para hospedar páginas da web, fornecendo informações para um potencial grande número de computadores de clientes.
Os clientes criam requisições para os servidores, os quais irão responde-las enviando os dados solicitados. Como frequentemente existem muitos clientes para um único servidor, a demanda de processamento de dados no servidor geralmente é considerada maior que em qualquer cliente individual. Dessa forma, servidores são normalmente implementados usando computadores com alta capacidade de armazenamento e poder de processamento de dados.
O tráfego de dados em uma rede deste tipo varia ao longo do tempo, existindo períodos em que as requisições dos clientes ficam no pico, algumas vezes excedendo a capacidade das partes da rede e causando congestionamento, principalmente em pontos que formam  gargalos. Isto pode causar falhas nas requisições de dados, ou, no pior caso, travamentos nos servidores.
Para prevenir tais ocorrências, o administrador do servidor pode limitar (throttling) a largura de banda para controlar o número de solicitações que o servidor deverá responder dentro de um intervalo de tempo especificado.
Quando um servidor que utiliza limitação de largura de banda atinge o limite especificado, este irá descarregar novas requisições mas não irá respondê-las. Algumas vezes elas podem ser adicionadas a uma fila para serem processadas, uma vez que o uso da banda alcance um nível aceitável, porém, no momento de pico a taxa de requisição pode até mesmo exceder a capacidade destas filas e as novas requisições podem ser jogadas fora.

## Aplicação
Um dispositivo de largura de banda intensiva, como um servidor, pode limitar, ou estrangular (throttling), a taxa na qual ele aceita dados, a fim de evitar sobrecargar sua capacidade de processamento. Isto pode ser feito em servidores de redes locais ou em Fornecedor de acesso à Internet (ISPs). ISPs frequentemente utilizam inspeção profunda de pacotes (do inglês, deep packet inspection, DPI), que é amplamente encontrada em roteadores ou fornecidas por um equipamento de DPI especial. Além disso, os equipamentos de rede da atualidade permitem que ISPs coletem estatísticas sobre o tamanho do fluxo de velocidade da linha, que pode ser usado para marcar fluxos largos em traffic shaping. Dois ISPs, Cox e Comcast, afirmaram que empenham esta prática, limitando a largura de banda dos usuários em até 99%. Atualmente, a maioria, se não todos, dos provedores de acesso à internet limitam a largura de banda de seus usuários, com ou sem seus consentimentos. No caso específico da Comcast, um fornecedor de equipamentos chamado Sandvine desenvolveu a tecnologia de gerenciamento de rede que limitou transferências de arquivos P2P.
Aqueles que poderiam ter suas larguras de banda limitadas normalmente são identificadas como alguém que está constantemente fazendo download e/ou upload de torrents, ou que apenas assiste a vários vídeos on-line. Muitos consideram isto como um método injusto de regular a largura de banda, porque os consumidores acabam não recebendo a banda necessária mesmo depois de pagar os preços definidos pelos ISPs. Ao limitar a banda das pessoas que estão usando muita largura de banda, os ISPs permitem que seus usuários regulares tenham uma melhor qualidade de serviço em geral.

## Neutralidade da rede
A neutralidade da rede é o princípio orientador que preserva a Internet livre e aberta. Neutralidade da rede significa que os provedores de acesso à Internet não podem discriminar entre os diferentes tipos de conteúdos e aplicações online. Ela garante a igualdade de condições para todos os websites e tecnologias da Internet. Com a neutralidade da rede, a única função da rede é de mover dados, e não de escolher quais dados privilegiar com uma maior qualidade de serviço.
Em fevereiro de 2015, nos Estados Unidos, a Comissão Federal de Comunicações havia implementado as regras da Internet Aberta, as quais viriam a proteger a livre expressão e inovação na internet e promover investimentos nas redes de banda larga do país. O projeto tinha como base os mais fortes fundamentos legais, contando com múltiplas fontes de autoridade jurídica, e eram aplicáveis tanto aos serviços de banda larga fixos quanto aos móveis. No entanto, o regramento foi revertido pouco tempo depois, em dezembro de 2017.
Regras básicas da neutralidade da rede incluem:
- Ausência de bloqueios: os provedores de banda larga não podem bloquear acesso a conteúdos legais, aplicativos, serviços nem dispositivos inofensivos.
- Ausência de limitação: os provedores não podem enfraquecer ou reduzir tráficos legítimos de internet com base em conteúdos, aplicativos, serviços ou dispositivos.
- Ausência de priorização paga: os provedores não podem favorecer nenhum tráfico legítimo de internet em detrimento de outro em troca de considerações ou pagamentos de qualquer sorte. Essa regra também proíbe os provedores de priorizar conteúdos ou serviços de seus próprios afiliados comerciais.[7]

## Throttling vs. Capping
Limitação da largura de banda (Bandwidth throttling) funciona através da restrição da taxa na qual um dispositivo de largura de banda intensiva (um servidor) aceita dados. Se este limite não está definido, o dispositivo pode sobrecarregar sua capacidade de processamento.
Ao contrário do throttling, a fim de utilizar a largura de banda disponível, mas evitar excesso, cada nó em um sistema pró-ativo deve definir um nivelamento de largura de banda (do inglês, bandwidth cap), que limita adequadamente o número total de bytes enviados por unidade de tempo. Existem dois tipos de capping da largura de banda. Um cap padrão limita o bitreate ou a velocidade de transferência de dados em uma conexão de Internet de banda larga. O Capping padrão é usado para impedir que indivíduos consumam toda a capacidade de transmissão do meio. Um baixo cap reduz a largura de banda de um usuário individual como uma medida defensiva e/ou punição por uso intenso da banda do meio. Às vezes, isso acontece sem que o usuário seja notificado.
A diferença entre os dois métodos é que o throttling regula a largura de banda de um servidor, restringindo o quanto esse dispositivo pode aceitar ou receber dados. O capping, por outro lado, limita a capacidade total de transferência, upload ou download de dados sobre um meio.

## Processos Judiciais

### Comcast Corp. v. FCC
Em 2007, Free Press, Public Knowledge, e a Comissão Federal de Comunicações (do inglês, Federal Communications Commission, FCC) apresentou uma queixa contra o serviço de internet da Comcast. Vários assinantes alegaram que a empresa estava interferindo em seus usos de aplicações de rede peer-to-peer (P2P). A Comissão declarou que tinha jurisdição sobre práticas de gerenciamento de rede da Comcast e que poderia resolver a disputa por meio de negociações, ao invés de regulamentações. A Comissão considerou que a Comcast tinha "impedido significativamente a capacidade dos consumidores de acessar o conteúdo e usar as aplicações de suas escolhas", e que como a Comcast "tinha várias opções disponíveis que poderiam ser usadas para gerenciar o tráfego da rede sem discriminação" contra comunicações peer-to-peer, seus métodos de gerenciamento de largura de banda "contrariam a... política federal". Neste momento, a "Comcast já havia concordado em adotar um novo sistema para o gerenciamento de demanda por banda larga, a Comissão simplesmente pediu-a para fazer um conjunto de divulgações descrevendo os detalhes de sua nova abordagem e o progresso da implementação da mesma na empresa". A Comcast cumpriu esta ordem, mas requeriu uma avaliação e apresentou várias objeções.

## Limitação de Banda e ISPs

### Canadá
Em 2008, a  Comissão de Radio-Televisão e Telecomunicações Canadense, (CRTC) decidiu permitir que o provedor Bell Canada discriminasse tráfego P2P por limitação da largura de banda entre os horários de 4:30 p.m. to 2 a.m.
Em 2009, a CRTC divulgou uma diretriz para as regras de limitação de largura de banda.
Em 2011, a Organização de Gamers Canadenses fez uma queixa contra Rogers por quebrar as regras de 2009 já em vigor, a CRTC criou um adendo à sua política ITMP, permitindo-lhes enviar a reclamação para a sua Divisão das Fiscalizações. A organização de Gamers Canadenses nas suas alegações apresentaram uma queixa contra a Bell Canada. Em 20 de dezembro de 2011, a Bell Canada anunciou que iria acabar com a limitação da banda (throttling) até 31 de Março de 2012, para os seus clientes. Em 4 de fevereiro de 2012, em um esforço para sair do problema com a CRTC, Rogers anunciou que 50% de seus clientes estariam sem limitação de banda até junho de 2012, e 100% dos seus clientes estariam sem limitação de banda até o final de 2012. Infelizmente para Rogers, isso não acalmou a divisão das fiscalizações da CRTC.
Provedores no Canadá que limitam a largura de banda:
- Acanac: Não
- Bell Canada: Sim
- Cogeco Cable: Não
- MTS Allstream: Sim (entre as 16:00 e 00:00)
- Rogers Cable: Sim (Netflix)
- Saskatchewan Telecom: Sim
- Primus Telecom: Não
- Shaw: Sim(25% do tráfego)
- Xplornet: Sim, e ainda prioriza VoIP
- TELUS: Yes(2% do tráfego)
- Bragg: Sim - A declaração pública foi "Confidencial".
- Teksavvy Cable: Não
- Teksavvy DSL: Não
- Teksavvy DSL MLPPP: Não
- Talk Wireless Inc: Sim

### Estados Unidos
Em 2007, a Comcast foi pega interferindo no tráfego peer-to-peer.
Mais especificamente, ela falsificava pacotes de dados que enganavam os usuários e seus programas peer-to-peer, fazendo-os pensar que eles estavam transferindo arquivos. A Comcast inicialmente negou que tinha interferido nos uploads dos seus assinantes, mas admitiu o ato depois. A Comissão Federal de Comunicações (FCC) realizou uma audiência e concluiu que a Comcast violou os princípios da declaração da Política da Internet por causa da prática discriminatória e arbitrária da empresa que acabou indevidamente com os benefícios dinâmicos de uma Internet aberta e acessível, e não constituiu uma gestão de rede razoável. A FCC também forneceu orientações claras para qualquer ISP que pretendesse participar na gestão da rede razoável. A FCC sugeriu maneiras para que a Comcast pudesse alcançar seu objetivo de parar o congestionamento da rede, incluindo o nivelamento (Capping) da capacidade do usuário médio e cobrando elevadas taxas de excesso aos usuários, limitando (throttling) de volta as conexões de todos os usuários de alta capacidade, ou negociando diretamente com os provedores de aplicações e desenvolvendo novas tecnologias.
No entanto, em 2008 a Comcast alterou sua Política de Utilização Aceitável e fixaram 250GB de Cap mensal. A Comcast ainda anunciou um novo plano de limitação de largura de banda. O esquema incluia um sistema de duas classes de prioridade por melhor esforço (do inglês Priority-best-effort, PBE) e melhor esforço (best-effort, BE), onde "O uso sustentado de 70% de seu upstream ou downstream de taxa de transferência desencadeia o estado BE, onde você terá sua prioridade de tráfego reduzida até que o uso caia para 50% do seu provisionado upstream ou downstream de largura de banda por um período de aproximadamente 15 minutos. Um usuário da Comcast, utilizando do plano limitado, estando no estado BE pode ou não ter seu tráfego atrasado, ou em casos extremos, cair antes do tráfego PBE cair. A Comcast explicou à FCC que "se não existe congestionamento, os pacotes dos usuários que estão em um estado BE devem ter poucos problemas para chegar ao canal. Por outro lado, se existe congestionamento em uma instância particular, o canal passa a ficar cheio de pacotes em estado PBE antes que qualquer pacote BE possam chegar lá. Nessa situação, os pacotes BE deveriam ter que esperar pelo próximo canal que não está cheio de pacotes PBE.
ISPs de empresas de telefonias dos Estados Unidos têm recorrido cada vez mais a limitação de largura de banda em suas redes. Verizon e AT&T até aplicaram tal limitação para planos de dados anunciados como "ilimidados", desencadeando uma resposta não tão agradável da FCC e da FTC respectivamente.

### Europa
Em abril de 2011 a União Europeia iniciou uma investigação sobre os métodos dos prestadores de serviços de Internet para o gerenciamento de tráfego em suas redes. Alguns provedores de acesso, por exemplo, restringiram o acesso a serviços como Skype ou o BBC iPlayer em horários de pico, de modo que todos os seus usuários recebessem um serviço equalitário. A Comissária da UE para agenda digital, Neelie Kroes, disse: "Estou absolutamente determinada a que todos na UE devem ter a oportunidade de desfrutar dos benefícios de uma Internet aberta e legal perante a lei, sem restrições ocultas ou velocidades mais lentas do que tem sido prometido". O corpo de reguladores europeus de Comunicações Eletrônicas (em inglês, Body of European Regulators for Electronic Communications (BEREC)) vai examinar os problemas para a União Europeia e irá perguntar a ambos, empresas e consumidores, seus pontos de vista. A União Europeia irá publicar os resultados de sua investigação até o final de 2011.

### Uruguai
A Antel goza de um monopólio imposto pelo Estado forçando os consumidores que necessitam de acesso à Internet sem fio (ou seja, ADSL ou Fibra - cabo Internet é ilegal) para comprá-lo diretamente da Antel. Suas práticas fornecem percepções sobre o comportamento provável de ISPs em mercados que têm pouca ou nenhuma competição e/ou falta de regulamentos de equilíbrio no interesse dos consumidores. Todos os planos de acesso à Internet da Antel para os consumidores são ou capped ou throttled. Planos capped normalmente são comercializados sob a marca "flexível". Em tais planos, uma vez que o usuário atinge uma camada de dados (por exemplo, 5GB) o uso de dados adicional é cobrado a uma taxa de cerca de 5 $ US / GB. Depois que um segundo nível é atingido (por exemplo, 15GB), serviços de Internet estão suspensos até o início do próximo ciclo de faturamento. Planos Throttled são normalmente comercializados sob a marca "taxa Flat" (para ADSL) e "Vera" (para fibra). Tais planos permitem largura de banda total na conexão (por exemplo 20 Mbit/s de downstream sobre o plano de fibra Vera) a partir do início do mês de faturação, mas a banda é limitada por uma percentagem da taxa de transmissão contratada (por exemplo, de 2 Mbit/s para downstrem, ou 10% da velocidade anunciada) uma vez que uma camada de dados (por exemplo, 150 GB) é alcançada. A capacidade de largura de banda total é restaurada no início do próximo mês de faturamento.

## Métricas para limitação da banda de ISPs via Throttling
Destinada a evitar o congestionamento da rede ou empurrando planos mais caros para os usuários, as práticas de capping e de throttling cada vez mais comuns de ISPs, sem dúvida, têm um efeito sobre a proposta de valor que os planos oferecem. Para os consumidores serem capazes de tomar uma decisão informada ao escolher um plano de Internet, ISPs devem publicar suas práticas de nivelamento (capping) e de estrangulamento (throttling) com o nível de detalhe necessário. Como o efeito de estratégias de throttling e estratégias de capping na rede pode ser difícil de se comparar entre os ISPs, algumas métricas básicas que são interessantes para qualquer tipo de conexão throttled/capped são:
- Carga máxima mensal: Esta é a quantidade de dados que uma conexão com a Internet deveria ser capaz de suportar em uma situação hipotética assumindo que não existem gargalos externos ao ISP. No exemplo da conexão de fibra de 20MBs da Antel(ver Uruguai acima), a carga máxima mensal nesse cenário hipotético seria alcançado executando a conexão em 20Mbs pelos primeiros 150 GB, e em 2Mbs para o restante do mês. Assim, a carga de conexão máxima mensal é de 60.000 segundos * 2,5 Mb/s + 2532000 segundos * 0,25 MB/s = 783 GB (aproximadamente do tamanho de uma unidade de disco grande de um laptop em 2013.)

- Máximo porcentual de utilização: Esta é a razão entre a carga máxima mensal de uma conexão à Internet com limitação via throttling sobre a carga máxima mensal da mesma conexão sem a limitação (unthrottled). No exemplo da Antel, em uma conexão de fibra de 20Mbs a carga mensal máxima sem a limitação (Unthrottled) é de 2592000 segundos * 2,5 MB/s = 6480 GB. Assim, o máximo porcentual de utilização dessa conexão é de 783 GB/6.480 GB = 12%

- Porcentagem de limitação Throttling: Isso representa o quanto a carga máxima mensal da conexão com a internet é reduzida pela política de throttling. Ela é calculada simplesmente como sendo 1 - o porcentual máximo de utilização. No exemplo, da fibra da Antel de 20MB de conexão é de 1-12% = 88%
- Conexão de largura de banda equivalente: Esta é a largura de banda de uma conexão à Internet sem limitação (Unthrottled) cuja carga mensal máxima é a mesma que a carga mensal máxima da conexão limitada (throttled) em questão. Isto pode ser calculado como a largura de banda de conexão Unthrottled * a porcentagem de throttling. No exemplo da Antel, a fibra de 20Mbs de conexão, tem como conexão de largura de banda equivalente de 20 Mbs * 12% = 2,4 Mbs

- Custo por unidade de carga: A métrica final de efeito de throttling em uma conexão com a internet para o cliente é potencialmente o custo por GB (ou TB no caso de conexões rápidas) realizada assumindo perfeita utilização da conexão. Ela é calculada dividindo-se o custo mensal da conexão pela carga máxima mensal. No exemplo da fibra de 20Mb de conexão da Antel, o valor do custo por unidade de carga seria us$ 36 / 0,783 TB = us$ 46 por TB. Em comparação, se a mesma conexão de 20Mbs não for limitada pelo ISP, ela teria um custo por unidade de carga útil de us$  36/6,48 TB = us$ 5,6 por TB
- Custo de conexão Unthrottled: é o quanto custaria ao cliente para compensar o efeito da limitação através da agregação de conexões de Internet limitadas do ISP. Essa métrica é calculada dividindo-se o custo mensal de uma conexão limitada pelo percentual de limitação(throttling). No exemplo, o custo de construção de uma conexão de fibra unthrottled de 20Mbit/s da Antel através da agregação de algumas fibras de 20Mbit/s throttled seria de us$ 36/12% = us$ 300 por mês

## Soluções alternativas para a limitação da largura de banda
Embora ISPs podem ativamente limitar a largura de banda, existem vários métodos conhecidos para contornar a limitação de banda de um usuário se a respectiva limitação é focada em um determinado protocolo. Estes métodos incluem:
- Rede Privada Virtual (VPN) - Geralmente custa uma taxa mensal para alugar, mas oferece aos usuários uma conexão segura, onde os dados não podem ser interceptados.
- Forçamento da criptografia[25] - método gratuito que funciona para alguns usuários.
- Seedbox - Um servidor privado dedicado, geralmente hospedado no mar, que oferece taxas de upstream e downstream de alta velocidade e muitas vezes de armazenamento para um custo mensal relativamente alto.
- SSH Tunneling - Protocolo de Tunelamento